# 朱氏长逍遥蛛
朱氏长逍遥蛛（学名：Tibellus zhui）为逍遥蛛科长逍遥蛛属的动物。在中国大陆，分布于四川等地。该物种的模式产地在四川西昌。